# Gay Games 2026
Els Gay Games 2026 és un pròxim esdeveniment internacional multiesportiu i una trobada cultural organitzada per i específicament per a atletes, artistes i músics lesbianes, gais, bisexuals i transsexuals (LGBT), coneguts com a Gay Games. Aquest 12è Gay Games està previst celebrar en la ciutat de València en entre maig i juny de l'any 2026.
L'11 de novembre de 2021, la Federation of Gay Games (FGG) va elegir com la candidatura guanyadora a València enfront de les de Múnic i Guadalajara (Mèxic).
L'ajuntament de la capital del País Valencià va preveure una assistència de 100.000 persones i un impacte econòmic de més de 120 milions d'euros. A més, ha detallat que rebran més de 15.000 esportistes que competiran en 26 modalitats esportives.